# Odontomyia foveifrons
Odontomyia foveifrons är en tvåvingeart som beskrevs av Thomson 1869. Odontomyia foveifrons ingår i släktet Odontomyia och familjen vapenflugor. Inga underarter finns listade i Catalogue of Life.